# Grafenhausen
Grafenhausen – miejscowość i gmina w Niemczech, w kraju związkowym Badenia-Wirtembergia, w rejencji Fryburg, w regionie Hochrhein-Bodensee, w powiecie Waldshut, wchodzi w skład związku gmin Oberes Schlüchttal. Leży w Schwarzwaldzie, nad rzeką Schlücht, ok. 8 km na południowy wschód od jeziora Schluch.
Około 62% gminy pokrywają lasy.

## Współpraca
Miejscowości partnerskie:
- Combrit, Francja
- Dörnthal – dzielnica Pfaffrody, Saksonia